# Inland Lake Park
Inland Lake Park är en park i Kanada.   Den ligger i provinsen British Columbia, i den sydvästra delen av landet, 3 600 km väster om huvudstaden Ottawa. Inland Lake Park ligger 686 meter över havet. Den ligger vid sjön Inland Lake.
Terrängen runt Inland Lake Park är kuperad åt sydost, men åt nordväst är den bergig. Inland Lake Park ligger uppe på en höjd. Närmaste större samhälle är Powell River, 11,0 km sydväst om Inland Lake Park. 
I omgivningarna runt Inland Lake Park växer i huvudsak barrskog. Trakten runt Inland Lake Park är nära nog obefolkad, med mindre än två invånare per kvadratkilometer.